# Ciel ~The Last Autumn Story~
《Ciel ~The Last Autumn Story~》(이하 《Ciel》)은 대한민국의 만화가 임주연의 장편만화이다. 월간 만화잡지 《issue》(이슈)에서 연재했으며 《issue》2013년 9월호, 단행본으로는 23권을 마지막으로 완결되었다.
《Ciel》의 프리퀄(prequel)로 단편집《어느 비리공무원의 고백》에 게재된 단편들이 있다. 위 작품들은 같은 세계관을 공유하고 일부 등장인물이 겹친다.

## 줄거리
이 작품은 19세기 영국을 배경으로 한 작품으로 주인공 이비엔 마그놀리아와 제뉴어리, 그리고 그의 마법학교 친구들이 만드는 흥미진진한 마법판타지 만화이다.

## 등장인물

### 로우드 학교
이비엔 마그놀리아
전직 시골미녀. 영특한 두뇌와 아빠로부터 물려받은 미모, 그리고 마녀로서의 자질로 단숨에 뉴턴의 유명인사가 되었다. '살아야할 이유'가 없어 허망해한다.
라리에트 킹다이아몬드
마수 킹다이아몬드를 맨손으로 때려잡은 무도가 출신으로 검술에 뛰어나다. 이비엔의 패밀리어이자 '생명'이다.
天龍 크로히텐
미래를 보는 힘을 가지고 있다. 천룡이 본 미래는 고정되어버린다. 5대 메이지 중 하나이며 유일한 아크 메이지이다. 이비엔과 사랑에 빠진다.
제뉴어리 라이트스피어
라이트스피어 백작. 상대의 이름을 알면 그게 무엇이든 즉사시킬 수 있는 힘을 가진 메이지이다. 어린시절 독에 중독되어 명이 얼마 남지 않았다. 마리온 에버릿에 의하면 '인간의 마지막 왕'이라고 한다.
도터 (본명 '니키 오랜턴')
본래 여자로, 사창가에서 키워졌으며 사창가에 방문한 미지의 귀족때문에 10살에 출산능력을 잃고 어렸을 적부터 도터를 데려가 키워준 루시가 살해당한다. 루시의 복수를 하고자 왕실의 비밀실험이었던 '메이지 만들기'실험에 참여한다. 실험은 공식적으로 실패했으나 도터는 그와 별개로 시간술사로서 메이지가 되었다. 도터는 마침내 미지의 귀족을 살인한다. 그리고 자신을 구해주고자 스스로 국왕의 볼모 자리를 걸어간 제뉴어리와 함께 도망간다.
옥타비아
왕국의 제1왕녀, 공식명칭 '루스의 여공작'. 에버릿 가문의 적통을 잇는 마녀로서 패밀리어가 따로 필요없을 만큼 강력한 마법을 가지고 있다고 한다. 그러나 실제로 마법을 구사하는 일은 별로 없는 듯하다. 크로히텐을 사랑하여 로우드의 교사로서 일하고 있지만 이미 현 국왕과 약혼했다. 소녀시절 자신의 자유시절을 가능한한 길게 누리고자 뒷배경 없는 시골 귀족 가장 어린 도련님을 국왕으로 점찍었다. 이비엔에게 질투심을 느끼고 있다.

### 라이트스피어 집안
릴리어스
제뉴어리의 숙모. 남편인 넬과 함께 제뉴어리를 살해하려다 정신차리고 제뉴어리를 목숨바쳐 구했다.
넬
제뉴어리의 숙부. 릴리어스의 죽음 이후 환각을 보다가 집안내 권력다툼으로 살해당했다.
오거스틴 벨리체
제뉴어리의 고모. 패밀리어 사스키아가 자살하자 미쳐버렸다. 상귀네리아의 숙주가 되어 마수들과 함께 뉴턴에 와서 난리치다 조카 제뉴어리에게 그의 정체를 가르쳐주고 죽는다.
루케스
제뉴어리의 집안 후계자, 제뉴어리가 탈주자가 되어 사라진 후 쇠퇴한 집안을 다시 일으키려고 노력한다.

### 마그놀리아 집안
유즈 아인
전직 로우드의 유명한 소서러. 탈주하여 지명수배중이다. 로우드 입학당시 '쯔바이 잡기'에서 불과 하루 만에! 쯔바이를 잡아온 경력이 있다. 이비엔의 아빠. 크로히텐의 제자이기도 했다.
테레사
이비엔의 엄마. 유즈의 정신적 의지처다. 유즈보다 2살 연상이다.

### 아크 드래곤
火龍 와스큐란
드래곤 로드. 태초에 인간에게 마법을 가르쳤다.
海龍 메노라
天龍 크로히텐의 어머니. 꽃미남 밝힘증이 있다.
地龍 모리아티
알 수 없는 어떤 이유로 이비엔과 천룡에게 찝적댄다. 자신의 이름을 아무에게도 알려주지 않으려고 한다.
暗龍 헬가
반시들을 거느리고 망자를 거두는 저승의 여왕. 이 별의 모든 생명의 죽는 날을 알고 있다고 한다.

### 고대 역사 속 인물들
마리온 에버릿
제국의 초대 여왕. 크로히텐의 장모.
스카 에버릿
마리온 에버릿의 남편이자 초대 제왕. 고스 나이트.
카를라 에레이즈 에버릿
제국의 제2대 여왕이자 크로히텐의 아내. 크로히텐의 아이를 임신했으나 인간의 몸에 드래곤 태아가 독이 되어 죽었다.

### 5대 메이지
스노우화이트
패밀리어는 크리스티안. 북쪽 탑의 메이지.
키리에
패밀리어는 베네딕트. 서쪽 탑의 메이지.
이노센트
패밀리어는 유희. 동남쪽 탑의 메이지.
밀리엄 에틴
윤리위원회 소속이다. 정치력이 뛰어나 국왕 전하의 신임을 받아 메이지 중 유일하게 탑 밖으로 나다닐 수 있다. 패밀리어는 제스티나. 남쪽 탑의 메이지.

## 씨엘의 세계관
마법사의 혈통을 타고 올라가면 모두 최초의 마법사 마리온 에버릿의 자손들이다.
윗치는 스스로 필드에서 나오지 못한다. 오직 '패밀리어'라고 부르는 또 다른 윗치만이 서로를 필드에서 꺼내줄 수 있다. 이 한 쌍은 짝으로 정해진 이후부터 마녀로서의 생을 함께 한다. 한쪽이 죽거나하면 다른 한쪽도 마녀로서의 생명은 끝난다.
마법 전투에서 '이름'은 주효한 역할이 되어 만일 상대방에게 알려지면 치명적인 약점이 된다.
Ciel ~The Last Autumn Story~의 장르는 판타지이다. 모든 판타지 장르의 작품이 그러하듯 이 작품 역시 19세기의 영국을 연상시키는 생활상, 지명, 국왕제 등이 등장한다.
이 시대는 귀족과 평민의 신분 차이가 아직 남아있는 시대로서 평민이 귀족의 영지에서 토끼를 사냥하면 발이 잘리는 형벌에 처해진다.
이비엔이 귀족 아들에게 찍혀 첩으로 팔리기 직전 도피처가 되는 로우드는 평민들을 위한 마법학교로서 실용적인 면을 중시한다. 반면에 수도에 위치한 로열블루는 귀족을 위한 마법학교로서 이론적인 면을 중시하는 경향이 있다.
이 시대에는 인간 외에 아크드래곤과 마수가 공존한다.
아크드래곤은 신에 가까운 존재로서 불멸하며 이 별의 생명 그 자체, 생물들이 살아가는 환경이라고 한다. 그러나 인간들에게 그리 호의적이지는 않은 듯하다. 아크드래곤은 불멸하지만 신은 아니다. 이들은 생명을 만들 수 없다. 이들이 생명을 만들면 불완전한 존재가 된다.
마수들의 기원은 아무도 모르며 오직 소환하는 방법만이 알려져 있다. 마수는 흔히 마수라 부르는 하급 마수와 '네임드'라 불리는 강력한 마수 두 종류가 존재한다. 하급 마수들은 불완전한 생명체로서 자신들의 불완전한 부분을 지지하는데 마력을 필요로 한다(이 때문에 마녀나 마법사를 해치기도 한다). 반면 네임드는 아크드래곤처럼 자신이 그 종의 처음이며 끝으로 마법은 편의를 위해 선택적으로 사용될 뿐이다. 인피니티와 같은 강력한 마수는 그 힘이 아크드래곤에 필적한다고 한다.
인간은 마수의 숙주가 되거나 마수와 융합함으로써 마수의 힘을 얻을 수 있다.
인간의 마법은 드래곤 로드인 와스큐란으로부터 전해졌기에 서클이 가장 높아 제한이 없다.

## 다른 작품과의 연관성
서랍 속의 어드벤처 키리에, 베네딕트
악마의 신부 유희
소녀교육헌장 스노우 화이트, 크리스티안, 유희

## 잔지식
- 씨엘의 원래 제목은 'HEAVEN'이었다. 동명의 다른 만화가 먼저 시작되어 프랑스말 'CIEL'로 바뀌었다.[출처 필요]
- 일본 만화잡지 《월간 윙스》(月刊ウィングス)에서 2008년 1월호부터 1권 분량이 동시연재된 적이 있다.

## 서지 정보
- 《어느 비리공무원의 고백》

단편집, 2001년 8월, 대원씨아이, ISBN
CIEL 관련 수록작품(꿈 도마뱀 사냥, CAST, START, 그들은 사실 이런 자들이었다)
- 《Ciel ~The Last Autumn Story~ 》(씨엘)

1권, 2005년 4월 30일 초판발행, 대원씨아이, ISBN 89-528-9321-2
《ISSUE》 2004년 11월 25일자~2005년 2월 25일자 연재분
2권, 2005년 7월 30일 초판발행, 대원씨아이, ISBN 89-528-9653-X
《ISSUE》 2005년 3월 25일자~6월 25일자 연재분
3권, 2005년 11월 15일 초판발행, 대원씨아이, ISBN 89-5963-277-5
《ISSUE》 2005년 7월 10일자~10월 25일자 연재분
4권, 2006년 4월 30일 초판발행, 대원씨아이, ISBN 89-5963-868-4
《ISSUE》 2005년 23호~2006년 5월호 연재분
5권, 2006년 9월 30일 초판발행, 대원씨아이, ISBN 89-252-0384-7
《ISSUE》 2006년 6월호~10월호 연재분
6권, 2007년 2월 28일 초판발행, 대원씨아이, ISBN 978-89-252-0997-5
《ISSUE》 2006년 10월호~2007년 3월호 연재분
7권, 2007년 8월 30일 초판발행, 대원씨아이, ISBN 978-89-252-1567-9
《ISSUE》 2007년 4월호~9월호 연재분
8권, 2008년 1월 30일 초판발행, 대원씨아이, ISBN 978-89-252-2286-8
《ISSUE》 2007년 10월호~2008년 2월호 연재분
9권, 2008년 6월 30일 초판발행, 대원씨아이, ISBN 978-89-252-2996-6
《ISSUE》 2008년 3월호~7월호 연재분
10권, 2008년 11월 30일 초판발행, 대원씨아이, ISBN 978-89-252-3647-6
《ISSUE》 2008년 9월호~12월호 연재분
11권, 2009년 3월 30일 초판발행, 대원씨아이, ISBN 978-89-252-4208-8
《ISSUE》 2009년 1월호~4월호 연재분
12권, 2009년 8월 31일 초판발행, 대원씨아이, ISBN 978-89-252-4955-1
《ISSUE》 2009년 5월호~9월호 연재분
13권, 2009년 12월 23일 초판발행, 대원씨아이, ISBN 978-89-252-5410-4
《ISSUE》 2009년 10월호~2010년 1월호 연재분
14권, 2010년 5월 23일 초판발행, 대원씨아이, ISBN 978-89-252-6265-9
《ISSUE》 2010년 2월호~6월호 연재분
15권, 2010년 10월 23일 초판발행, 대원씨아이, ISBN 978-89-252-6950-4
《ISSUE》 2010년 7월호~11월호 연재분
16권, 2011년 2월 23일 초판발행, 대원씨아이, ISBN 978-89-252-7381-5
《ISSUE》 2010년 12월호~2011년 3월호 연재분